# Hasan Ekin
Hasan Ekin (* 10. April 1909 in Istanbul; † Februar 1967) war ein türkischer Fußballspieler, -trainer und -funktionär. Durch seine langjährige Tätigkeit für İstanbulspor und als dessen Eigengewächs wird er sehr stark mit diesem Verein assoziiert. Er war ein wichtiger Teil jener Istanbulspor-Mannschaft, die in der Saison 1931/32 der İstanbul Futbol Ligi die Meisterschaft holen konnte und damit den größten Erfolg der Vereinsgeschichte erreichte.

## Spielerkarriere

### Verein
Ekins Karriere ist unvollständig dokumentiert. Er gehörte ab der zweiten Hälfte der 1920er dem Kader von İstanbulspor an und spielte mit diesem in der Partie İstanbul Ligi (dt. Istanbuler Liga). Da damals in der Türkei keine landesübergreifende Profiliga existierte, existierten stattdessen in den Ballungszentren wie Istanbul, Ankara und Izmir regionale Ligen, von denen die İstanbul Ligi (auch İstanbul Futbol Ligi genannt) als die Renommierteste galt. 
In der Saison 1931/32 dieser Liga konnte Ekin mit seiner Mannschaft die Meisterschaft holen. Dadurch wurde der größten Erfolge der Vereinsgeschichte erreicht. Istanbulspor wurde damit der vierte von insgesamt sechs Vereinen die diese Trophäe holen konnte.
Für diesen Verein spielte er bis zum Sommer 1940.

### Nationalmannschaft
Ekin begann seine Nationalmannschaftskarriere 1932 mit einem Einsatz für die türkische Nationalmannschaft im Testspiel gegen die Bulgarische Nationalmannschaft. In dieser Begegnung absolvierte er sein erstes und einziges Länderspiel.

## Erfolge
Mit Istanbulspor
- Meister der İstanbul Futbol Ligi: 1931/32